# Milorad Mažić
Milorad Mažić, sérvio cirílico Милорад Мажић (Titov Vrbas, 23 de março de 1973) é um árbitro de futebol da Sérvia. Integra o quadro da FIFA desde 2009. 
Além de árbitro, Mažić é administrador de empresas. Selecionado para mediar na Copa do Mundo FIFA de 2014, atuou em duas partidas. Em Alemanha 4-0 Portugal pelo Grupo G, foi criticado pelo treinador Paulo Bento quanto ao pênalti que resultou o primeiro gol alemão e a expulsão de Pepe.
Em Argentina 1-0 Irã pelo Grupo F, também foi criticado pelo treinador português do selecionado iraniano Carlos Queiroz.
Apitou a Supercopa da UEFA de 2016. 
Também apitou a Final da Liga dos Campeões da UEFA de 2017–18.
E também apitou a Final da Copa das Confederações FIFA de 2017.